# Sarclet
Sarclet is een dorp ongeveer 1 kilometer ten zuidoosten van Thrumster en ongeveer 8 kilometer ten zuiden van Wick in de Schotse lieutenancy Caithness in het raadsgebied Highland.